# Městský park (Košice)
Městský park je největší veřejný park v Košicích, konkrétně v městské části Staré Mesto. Nachází se mezi Staničním náměstím a Štefánikovou, Thurzovou a Rumanovou ulicí.

## Poloha
Na straně u Štefánikovy ulice se nachází Jakabov palác, u kterého vede malebný most zvaný Most Lásky. Ze strany u Staničního náměstí ho obklopuje nádraží Košice a autobusové nádraží. V Městském parku najdeme fontánu, jezírko, množství míst k sezení a odpočinku, prostor na venčení psů, ale i hudební altánek a letní koupaliště Městské plovárny. Městský park slouží především k odpočinku a také pro pořádání kulturních akcí nebo kulinářských festivalů.

## Historie
Park byl založen v 60. letech 19. století mezi Mlýnským potokem a řekou Hornádem (dnes mezi nádražím a centrem města).
Koncem 18. století se zde nacházely lázně s pramenem minerální železité vody, které zde fungovaly až do konce 19. století. Lázně byly nahrazeny novými parními a vanovými lázněmi na Dřevěném trhu.
V 70. letech 20. století byl park mírně redukován ve prospěch výstavby nových silnic hlavně v přednádražním prostoru. Hlavní parková promenáda, která spojuje město s nádražím, byla postavena stejně jako zbytek parku také v 60. letech 19. století.
V parku se nachází také elegantní pavilon švýcarského stylu, který byl postaven v roce 1857 pro císařský pár Františka Josefa a jeho manželku Alžbětu. V roce 1909 zde byla postavena budova bruslařského a tenisového pavilonu v secesním slohu podle projektu prešovského rodáka Júlia Sandyho. Aktuálně v západní části parku probíhá výstavba nového hotelu s názvem Parkhotel Villa Sandy*****, který je pojmenován právě po tomto architektovi.
V meziválečném období se v parku nacházela nádražní restaurace a středisko Slovenské rady pro cizinecký ruch s turistickou kanceláří a ubytováním. V roce 1937 zde vzniklo Městské koupaliště a v roce 1962 zde byla podle plánů architekta Ladislava Greča postavena krytá plovárna.
V 90. letech 20. století zde bylo zřízeno jezírko s umělým potůčkem a obnoven hudební altán, který byl postaven roku 1885 podle plánu městského architekta Júlia Poschla.
Poslední rekonstrukce a revitalizace v rámci projektu Evropské hlavní město kultury proběhla v roce 2013. Během této rekonstrukce parku zde přibyly nové lampy, workoutové hřiště, lanovka, kamery, dětská hřiště, informační kiosky, historické jezírko u koupaliště, altán, fontány, můstky a další objekty. Po rekonstrukci zde můžeme najít i množství uměleckých děl od světových umělců jako Slovo od Dušana Zahoranského, Pavilion od amerického umělce Dana Grahama, ale také starší sochy, které vznikly během Mezinárodního sochařského sympózia v kovu, které uspořádaly Východoslovenské železárny Košice v letech 1968–1971. Zachovala se například socha z názvem Východ Slunce, která je dílem japonského sochaře Hiromi Akiyamu.
V městském parku se u nádraží nachází majestátní topol bílý, který je chráněn podle rozhodnutí ÚŽP Košice, 238/91-Bb pro vědecko-výzkumný, naučný a kulturně-výchovný význam.
Ve druhé polovině 20. století zde byly odhaleny dva památníky – Památník Mjr. Ľudovítovi Kukorellimu a Památník Generála Petrova. V lednu 2018 zde byl osazen ještě nerezový památník Bjørnstjerne Bjørnsona.
V letech 2012 až 2015 probíhala rekonstrukce zchátralé budovy bývalé košické kryté plovárny, která byla proměněna na halu umění s názvem Kunsthalle. Vznikl tak polyfunkční prostor vhodný k pořádání mezinárodních výstav a workshopů, který je určen pro současné umění.

## Galerie

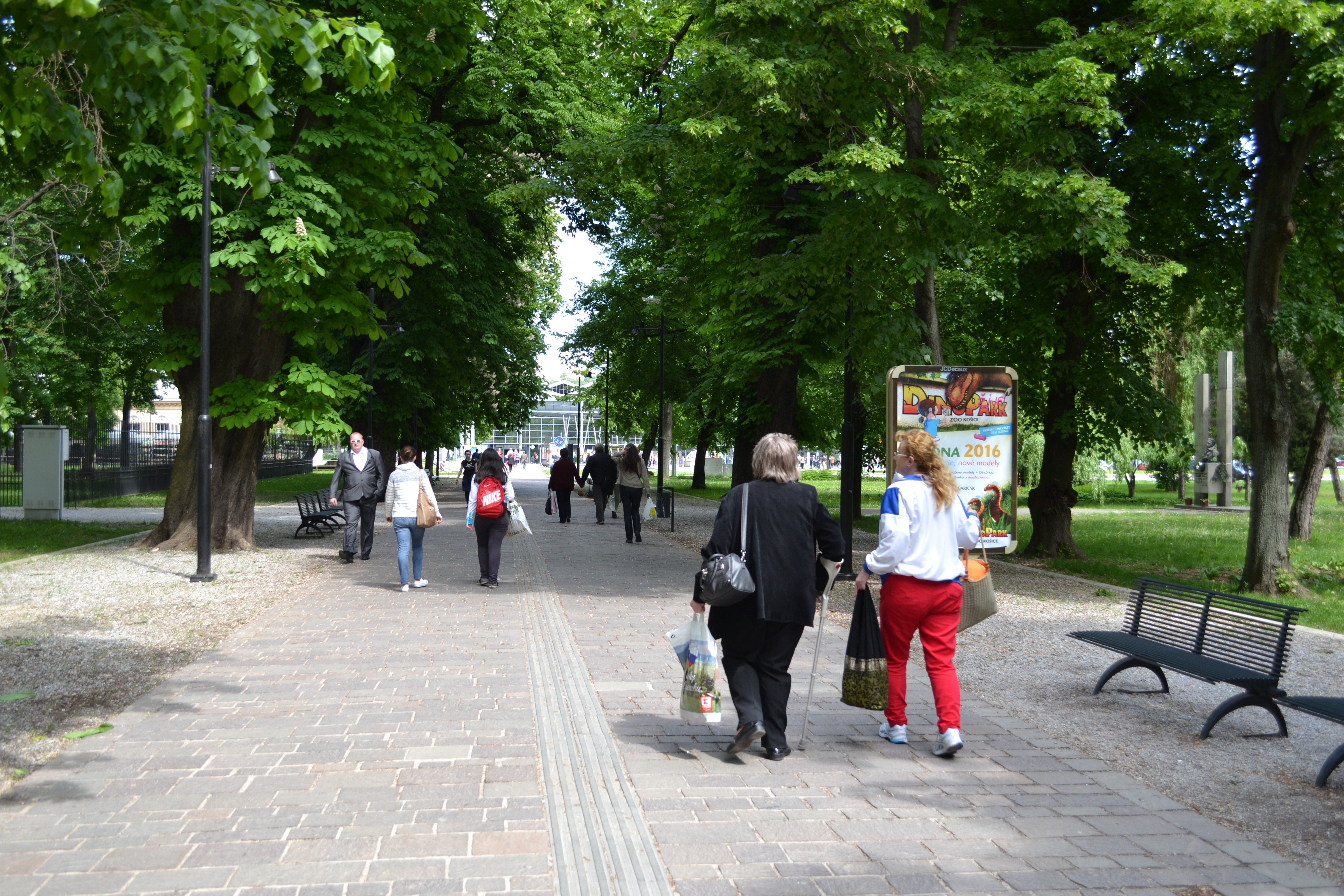
Pěší zóna směřující k nádraží
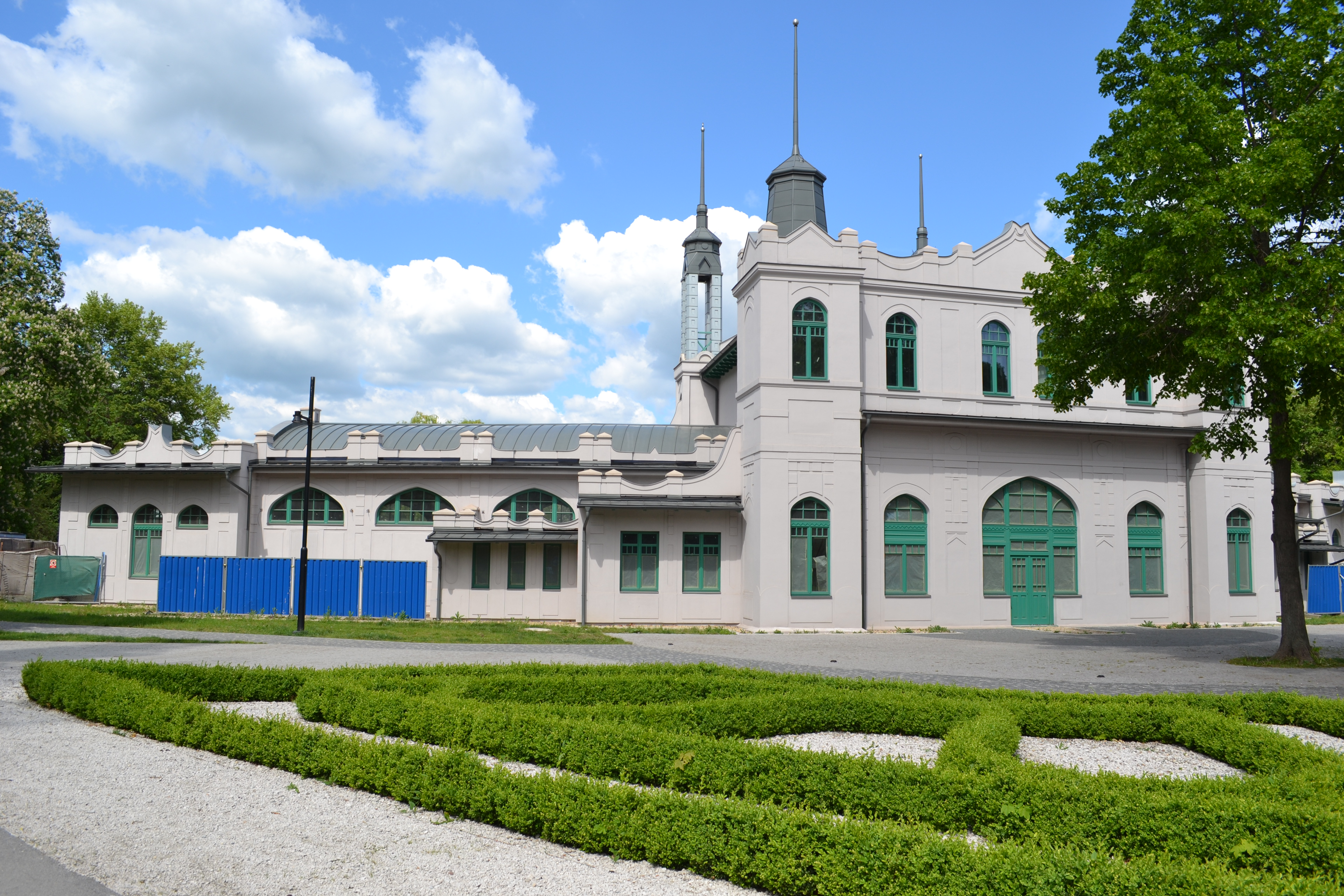
Bývalý bruslařský pavilon
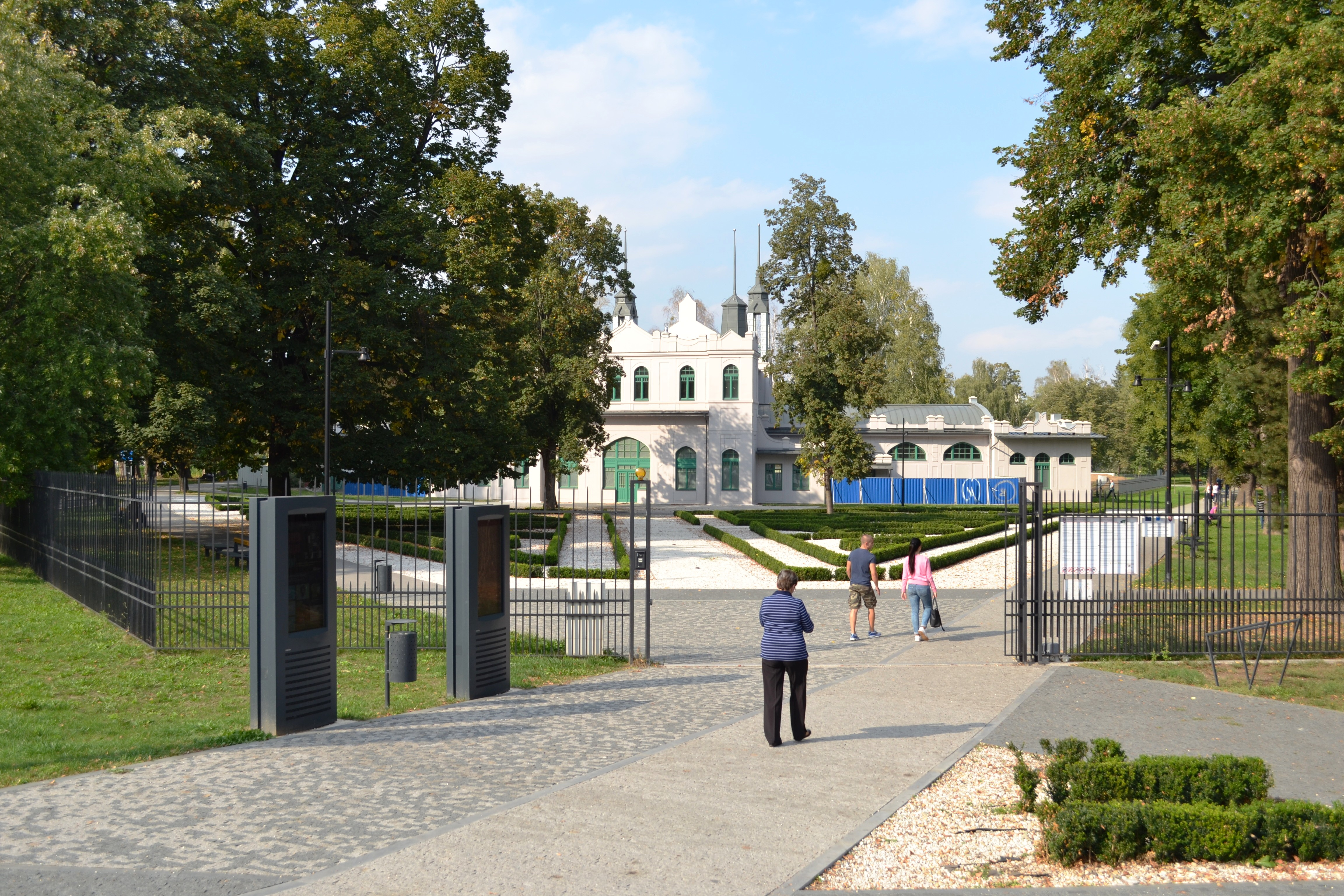
Vchod do parku z Mlýnské ulice